# حد نصاب انتخاباتی

حد نصاب‌های انتخاباتی در کشورهای مختلف. دقت شود که ممکن است در برخی کشورها قوانین بسته به ائتلاف احزاب با یکدیگر یا پیروزی یک حزب در تعداد معینی از حوزه‌ها تغییر کند.
<۱
≥۱، <۲
≥۲، <۳
≥۳، <۴
≥۴، <۵
≥۵، <۶
≥۶، <۷
≥۷
هر مجلس حد نصابی مخصوص به خود دارد.

حد نصاب یا آستانهٔ انتخاباتی کمترین میزان رأیی است که یک حزب یا شخص برای ورود به پارلمان باید کسب کند. دلیل وضع حد نصاب جلوگیری از ورود احزاب کوچک یا افراطی به پارلمان یا مجبور کردن آن‌ها به ائتلاف با حزبی دیگر است. تعدد احزاب کوچک در پارلمان را از دلایل بی‌ثباتی در حکومت‌داری می‌دانند.
مثلاً در آلمان حد نصاب انتخاباتی ۵٪ تعریف شده‌است و احزابی که موفق به کسب این میزان رأی نشوند در پارلمان جایی ندارند (از ذکر جزئیات و استثناها صرف نظر شده‌است). این قانون سبب شده‌است که معمولاً فقط حدوداً ۵ یا ۶ حزب موفق به ورود به پارلمان شوند. حزب افراطی نئونازی دموکرات ملی آلمان برای پشت سر گذاشتن این حد نصاب همواره با مشکل روبه‌روست. یکی دیگر از فواید حد نصاب انتخاباتی این است که احزاب بزرگتر می‌توانند اکثریت کرسی‌های پارلمان را بدست آورند بدون اینکه لزوماً اکثریت آرا را کسب کرده باشند. مثلاً اگر اتحادیه دموکرات مسیحی آلمان (و خواهرش اتحادیه سوسیال مسیحی بایرن) با حزب دموکرات آزاد آلمان ائتلاف کنند با وجود کسب تنها ۴۴٪ آرا می‌توانند بیش از ۵۰٪ کرسی‌ها را کسب کنند و دولت ائتلافی را تشکیل دهد. دلیل این امر این است تعدادی از آرای معتبر، به آرای مؤثر تبدیل نخواهند شد؛ هر رأیی که به احزاب خیلی کوچک داده شود لاجرم بی‌اثر خواهد شد.
در انتخابات مجلس شورای اسلامی ایران، حد نصاب راه یافتن به مجلس ابتدا در ۱۳۵۸ نصف بیشتر آرا، سپس از ۱۳۶۳ حداقل یک‌سوم، سپس از ۱۳۷۸ حداقل یک‌چهارم، و در نهایت از ۱۳۹۵ حداقل یک‌پنجم آرای صحیح مأخوذه تعریف شده‌است. در غیر این صورت انتخابات به مرحلهٔ دوم کشیده خواهد شد.

## شکست‌های مشهور
- حد نصاب انتخاباتی در ترکیه ۱۰٪ است. در انتخابات سال ۲۰۰۲ هر ۵ حزب حاضر در پارلمان (از ۱۹۹۹) در پشت سر گذاشتن حد نصاب ناموفق بودند و ۱۴٬۵۴۵٬۴۳۸ رأی (۴۶٫۳۳٪ کل آرا) بی‌تأثیر شدند.
- حزب دموکرات آزاد آلمان در انتخابات ۲۰۱۳ بوندستاگ از رسیدن به حد نصاب ۵٪ بازماند (۴٫۸٪ آرا را کسب کرد) و حتی از کسب کرسی مستقیم هم عاجز ماند. در نتیجه برای اولین بار از سال ۱۹۴۹ نتوانست وارد پارلمان شود.